# Irrésistible (Stargate Atlantis)
Pour les articles homonymes, voir Irrésistible.
Irrésistible est un épisode de la série télévisée Stargate Atlantis. C'est le troisième épisode de la saison 3 et le 43e épisode de la série.

## Scénario
L'équipe d'Atlantis arrive sur une nouvelle planète où les Wraiths sont totalement absents. Elle y rencontre un village où tout le monde semble heureux et idolâtre celui qui semble être leur chef, un homme nommé Lucius Lavin, un polygame qui se prétend l'un des meilleurs médecins du monde. Il leur propose de nombreux marchés qu'ils refusent, puis s'en vont en proposant au chef de leur envoyer Carson Beckett pour qu'il lui montre ses découvertes.
Ce dernier vient donc voir seul ce fameux Lucius, et demande par radio quelques jours de plus pour rester sur la planète, Lucius ayant apparemment beaucoup à offrir. Atlantis s'en réjouit, mais quand Beckett tout sourire arrive sur Atlantis avec Lucius, ignorant ainsi les codes de sécurité, ils commencent à se dire que quelque chose ne tourne pas rond.
Quoi que dise ou fasse Lucius, Beckett approuve, et rien ne semble le satisfaire plus que de faire plaisir à Lucius. Ce dernier, vraisemblablement très à l'aise, n'hésite pas à vanter la beauté de Teyla et Elizabeth, et leur propose même de devenir ses nouvelles femmes (il en possède déjà six). Elizabeth décide donc d'avoir une discussion en tête à tête avec lui pour lui demander en quoi il peut les aider.
Peu après, Sheppard et McKay tombent interloqués sur Lucius en train de raconter une histoire à tous les membres d'Atlantis, qui ont tous déserté leurs postes pour l'écouter. Teyla, Elizabeth, Beckett, Zelenka et même Ronon qui rit aux éclats devant les plaisanteries de Lucius (ce qui est pourtant loin d'être son genre).
Sheppard et McKay ne comprennent pas pourquoi tout le monde se met subitement à adorer Lucius. Ce dernier propose d'ailleurs d'aller faire une promenade sur une planète qu'il définit comme sans danger, alors que Sheppard est presque sûr que les Wraiths s'y trouvent. Cependant quand il le signale, Elizabeth ne semble pas gênée de risquer la vie des autres et propose d'y aller tout de même, malgré le danger. Sheppard s'énerve alors et déclare qu'il interdit à Elizabeth d'envoyer ses hommes vers un danger quasi-certain pour le plaisir de Lucius.
McKay et lui comprennent vite que quelque chose ne tourne pas rond et que Lucius d'une manière ou d'une autre oblige les autres à l'aimer. Il décide de retourner sur la planète où son équipe avait rencontré Lucius, conseillant à McKay de se tenir loin de lui.
Arrivé là-bas, il trouve tous les villageois malades et malheureux. Ils disent qu'ils sont mal à cause de Lucius qui est loin, et le supplie de le ramener. Sheppard comprend qu'eux aussi étaient soumis à son mystérieux pouvoir forçant les gens à l'aimer, et que maintenant qu'il est loin il l'aimaient trop pour pouvoir vivre sans lui.
Une fois de retour sur Atlantis, il passe la porte sans même trouver d'hommes armés prêts à défendre la base en cas d'attaque Wraith. Il trouve alors McKay riant aux éclats avec Lucius, et se rendant compte que McKay est lui aussi atteint lui demande pourquoi il s'est approché de lui. McKay répond alors tout sourire que Ronon l'avait plaqué violemment contre un mur pendant que Lucius lui parlait, mais qu'il ne le regrettait absolument pas car il le trouvait vraiment charmant. Au même moment Ronon, Teyla et Beckett reviennent par la porte fous de joie, avec dans les mains de nombreuses herbes et des tirs Wraith les frolant de près. Quand Sheppard leur demande ce qui leur a pris d'y aller sans armes il répondent qu'ils voulait faire plaisir à Lucius en lui ramenant des herbes.
Quand il se rend compte que tout le monde est aux ordres de Lucius il prétexte que son rhume (qu'il a depuis le début de l'épisode) le rend malade et que c'est pour ça qu'il a mauvais caractère et est fâché envers Lucius. Cependant à la première occasion il enlève Beckett et sort d'Atlantis à l'aide d'un Jumper et lui administre ce qui est censé être un antidote. Cependant il est retrouvé par Teyla, McKay et Ronon qui le neutralisent.
Il se réveille emprisonné, et a une discussion avec Lucius. En réalité Lucius était un boulanger sur sa planète que tout le monde haïssait. Il ne connaissait rien à la médecine mais fit un jour une trouvaille de qualité, une herbe qui une fois transformée en boisson et ingurgitée permettant à ceux qui la respirent de l'aimer. Il la mit dans son pain, et petit à petit les gens l'aimèrent jusqu'à l'idolâtrer. Sheppard n'avait en fait pas été touché à cause de son rhume qui l'immunisait à son pouvoir, et une fois guéri lui aussi aurait été à ses ordres.
Cependant pendant que Lucius tente de piloter un Jumper avec Beckett à côté de lui Sheppard intervient; il a été libéré par Beckett, sur qui l'antidote a fonctionné. Sheppard s'envole alors loin de la cité avec Lucius, n'étant pas poursuivi puisque les soldats d'Atlantis croient que Lucius pilote. Alors que Sheppard vole avec Lucius, Beckett administre le sérum à tous les occupants d'Atlantis. Sheppard ramène Lucius sur sa planète d'origine après avoir donné le sérum à tous les habitants, puis tout rentre dans l'ordre.